# Hydrodendron australis
Hydrodendron australis är en nässeldjursart som först beskrevs av V.S. Bale 1919.  Hydrodendron australis ingår i släktet Hydrodendron och familjen Haleciidae. Inga underarter finns listade i Catalogue of Life.